# Alt-Leher Schule

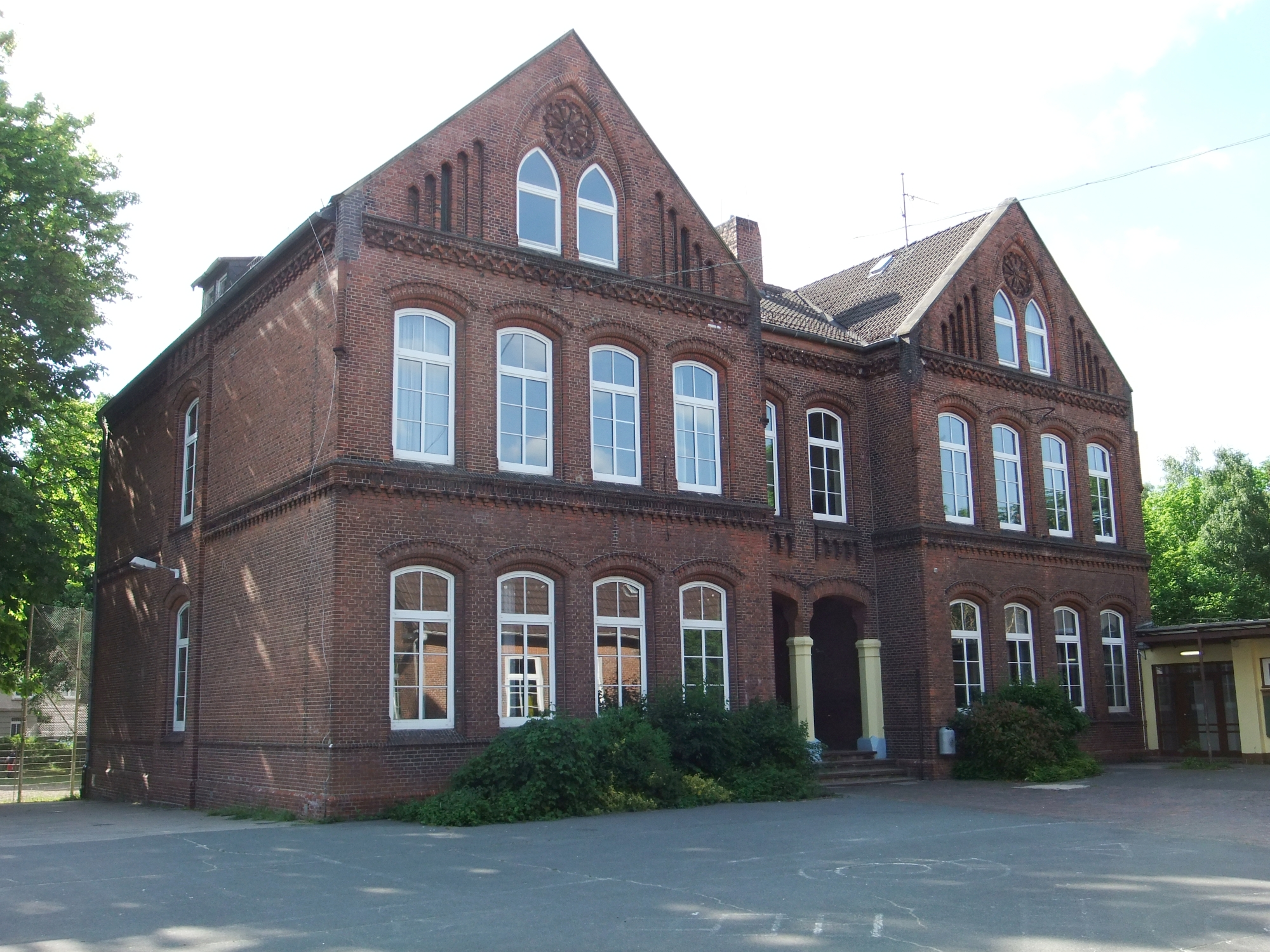
Schulgebäude

Die Alt-Leher Schule von 1801/1861/1865 in Bremerhaven-Lehe, Lange Straße 88, war eine reformierte Schule und als Zwingli-Schule eine Grundschule.
Das Ensemble wurde 2010 unter Bremer Denkmalschutz gestellt.

## Geschichte

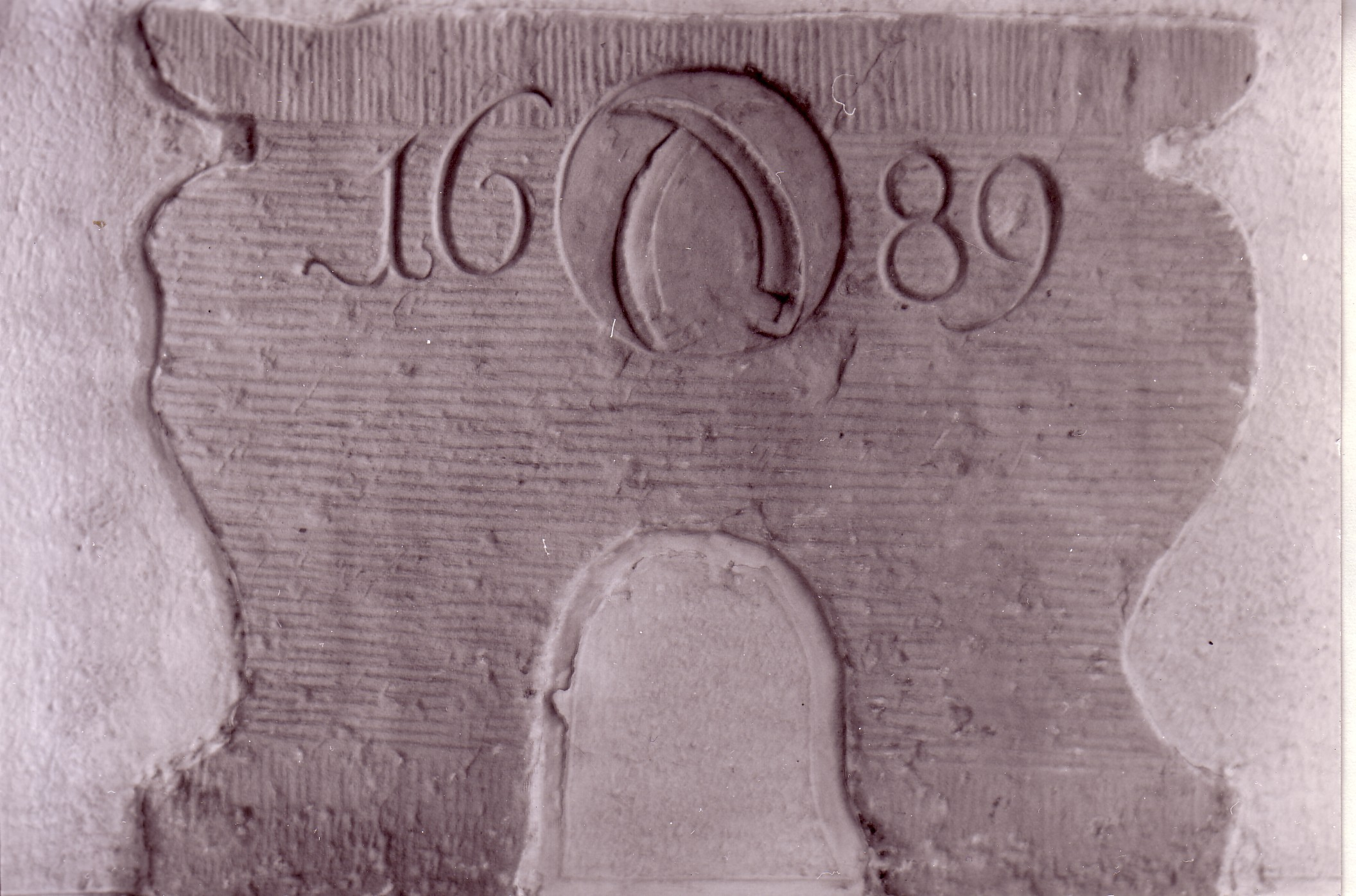
Leher Wappen von 1689

### Vorgängerbau
An die frühere reformierte Schule, die sich auf der anderen Straßenseite der Langen Straße befand, erinnert noch das Leher Wappen von 1689, welches im Eingangsbereich der Turnhalle eingemauert ist.

### Gebäude von 1801

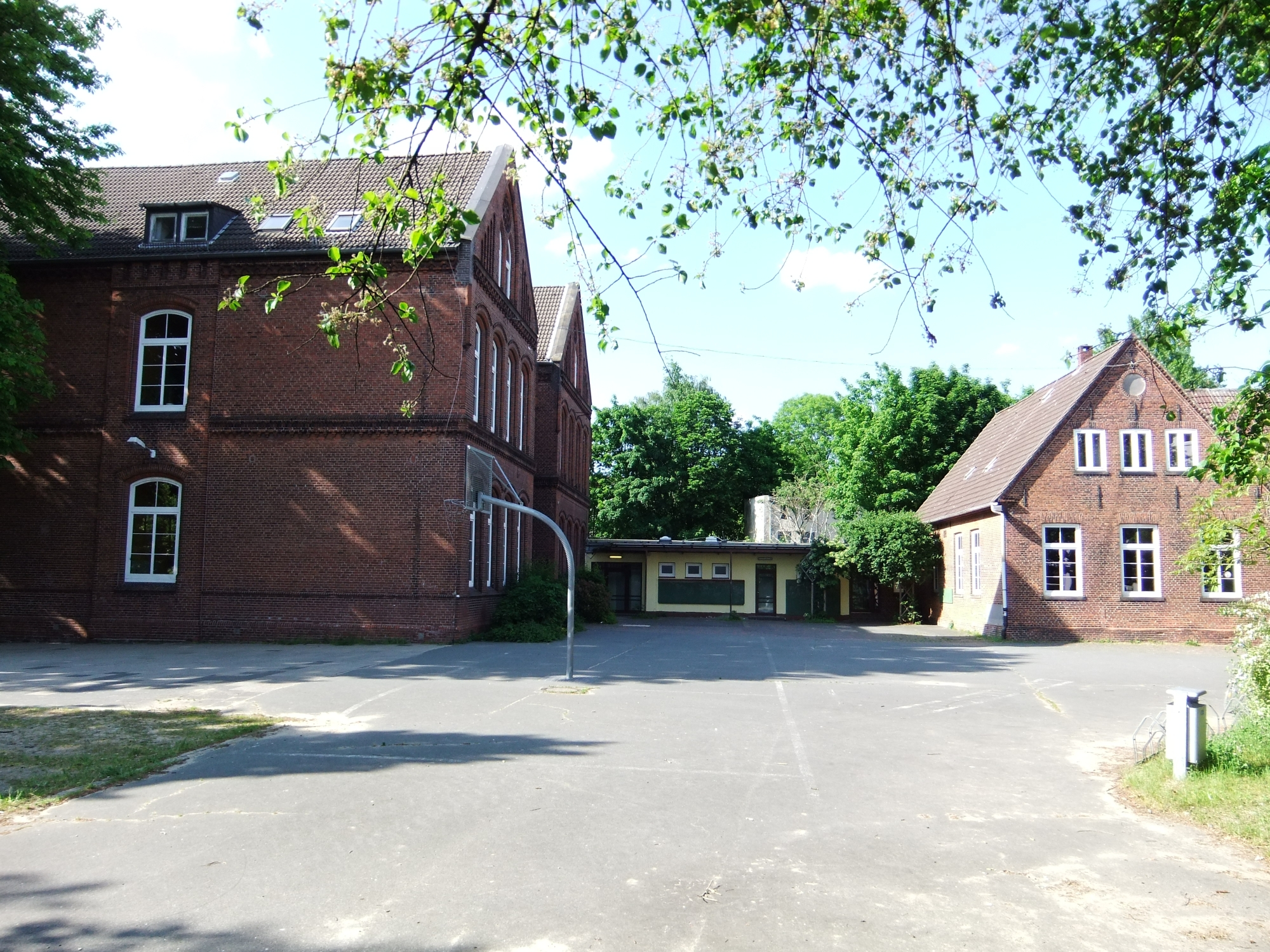
Schulgebäude mit Wohnhaus

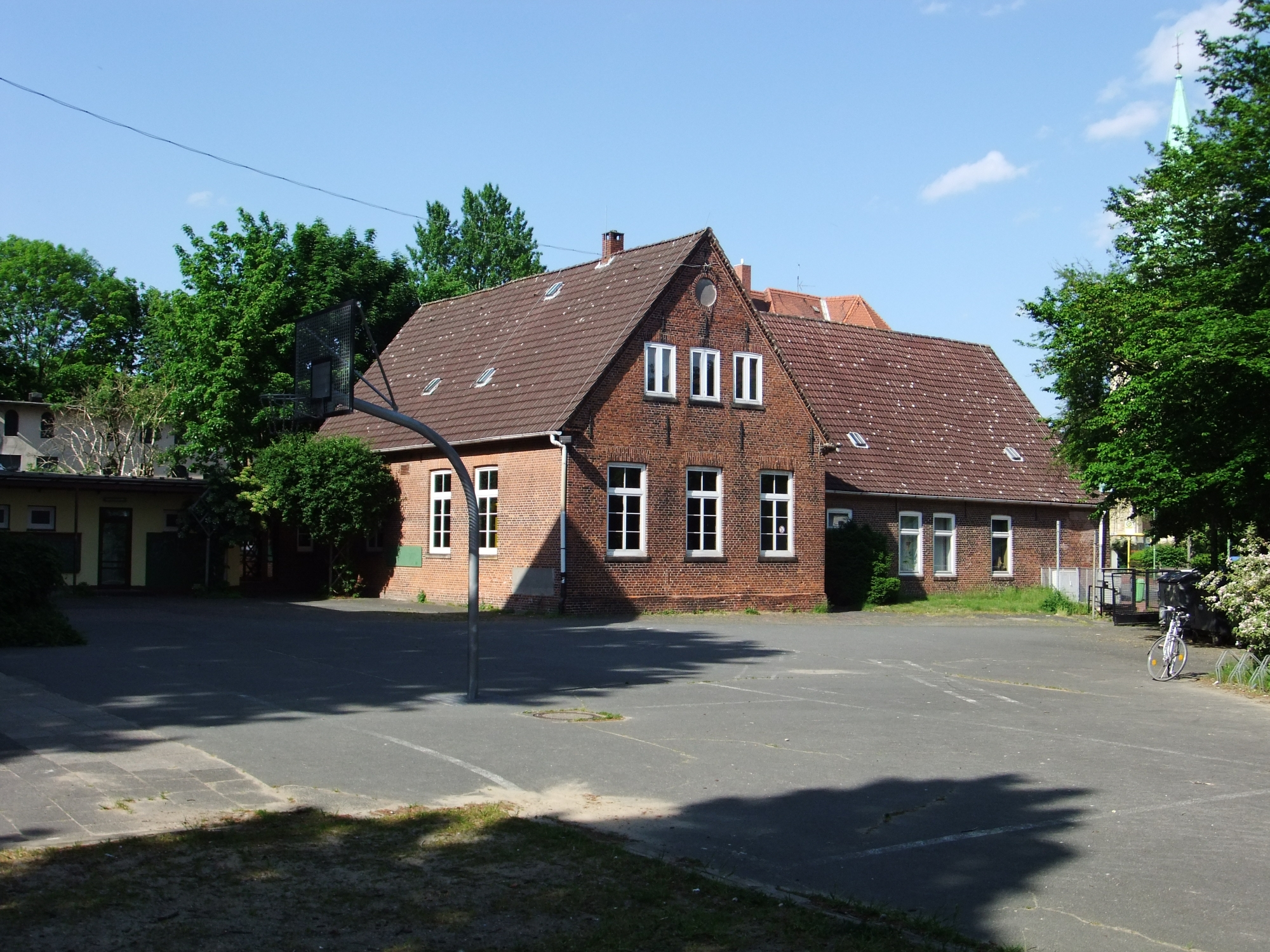
Wohnhaus

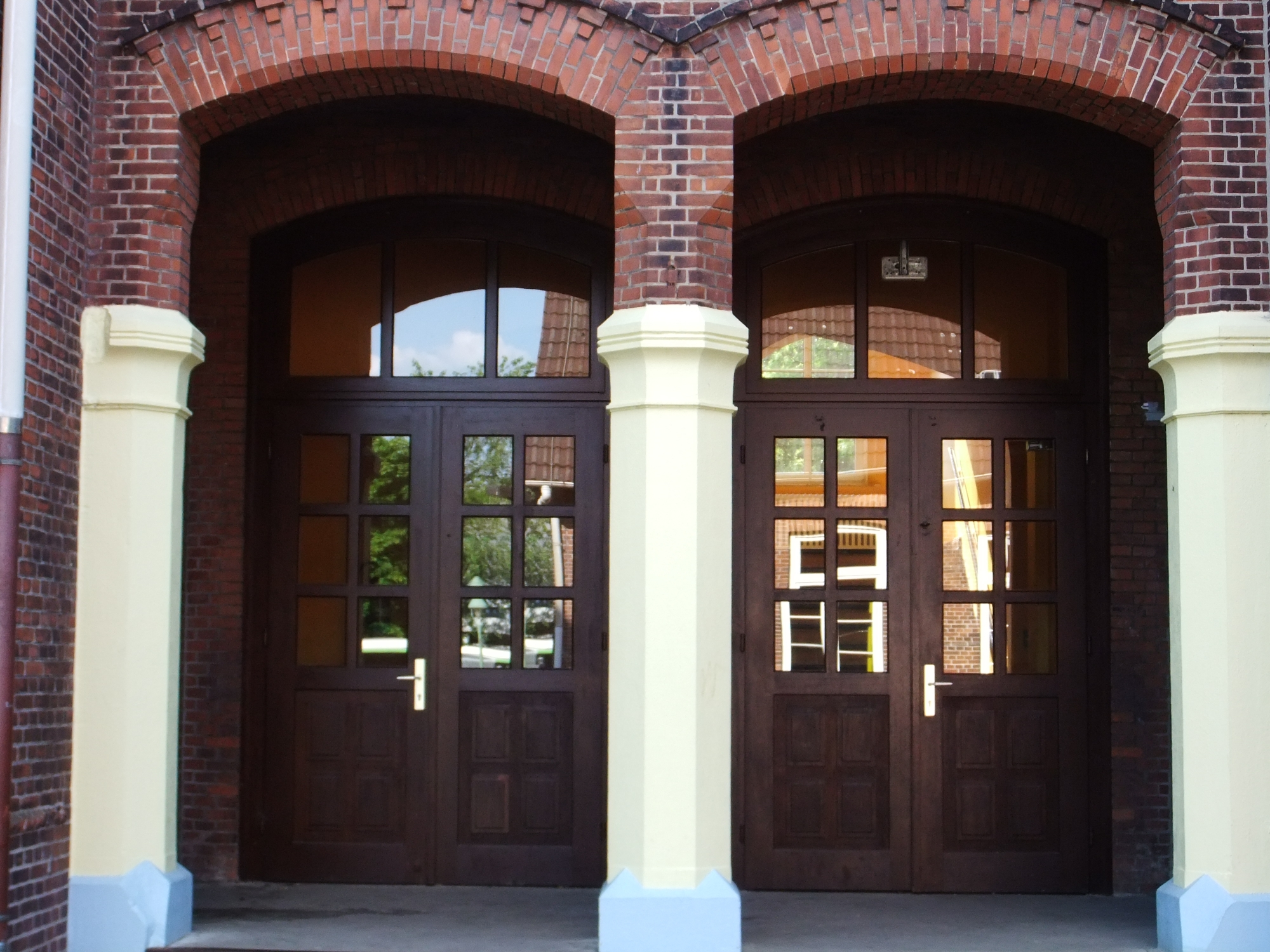
Eingang Schulhaus

1801 entstand im Stil des Klassizismus das Küsterwohnhaus der reformierten Kirche. Es ist das älteste Schulgebäude im heutigen Bremerhaven. Da das Schulwesen in Preußen noch in der Obhut der Kirche lag, unterrichtete in der Regel der Küster.
Lehe wuchs rasch, so dass 1861 ein Anbau für eine zweite Klasse erforderlich war. Die beiden eingeschossigen, verklinkerten Gebäude haben ein schlichtes Satteldach. Das giebelständige Küsterhaus in einfacher ländlicher Bauweise und besteht aus Ziegel-Mauerwerk. Die Form der Fassadengliederung mit älteren Fenstern im Obergeschoss des Giebels hat eine große Luke über der Eingangstür. Der einfache Anbau wurde seit 1886 als Turnhalle genutzt.
1886 erfolgte das zweigeschossige, klassizistische und repräsentative Schulgebäudes für acht Klassen im Schultypus preußischer Bauten. Zwei giebelständige Gebäudeflügel mit jeweils vier Klassen wurden durch einen Zwischenbau mit Treppenhaus und Lehrerwohnung im Obergeschoss miteinander verbunden. Die Eingangsvorhalle wurde von Sandsteinpfeilern getragen. Die Gestaltung erfolgte teilweise durch aufwendig Formsteine oder aus dem Mauerwerksverband heraus entwickelte Gesimse und Brüstungen. Die Giebel haben Blendnischen, darüber eine gestaltet Fensterrose. Die vier Ziertürmchen an den Giebelenden bestehen nicht mehr.
Die drei Gebäude bilden ein Ensemble der Schularchitektur des 19. Jahrhunderts. 1916 erfolgte der Einbau eines Zeichen- und Handarbeitssaals im Dachgeschoss. 1949 wurde im Dachgeschoss der Turnhalle eine Wohnung eingefügt.
Nach dem Zweiten Weltkrieg  war hier die Zwingli-Grundschule untergebracht. Später wurde diese Schule um einen zweiten Standort ergänzt. Die Zwinglischule I und II waren aufgeteilt in zwei Gebäude in der Langen und der Brookstraße. 2005 erfolgte die Schließung der Schule am Standort Lange Straße. Nach einem Umzug der restlichen Zwinglischule an ihren neuen Standort am Leher Markt heißt sie seit 2007 Marktschule.

### Name
Die Schule trug bis 1939 den Namen Reformierte Schule entsprechend der benachbarten früher Reformierten Kirche, der Alten bzw. Dionysiuskirche. Seit 1939 hieß sie Alt-Leher Schule. 1945 wurde sie zur Zwingli-Schule, benannt nach dem Reformator Ulrich Zwingli (1484–1531). Seit 2016 sind dort die höheren Klassenstufen der Schule Am Leher Markt untergebracht.